# Metrocles
Metrocles (Oudgrieks: Μητροκλῆς)(fl. 4e eeuw v.Chr.) was een cynisch filosoof en voornamelijk bekend als de broer van Hipparchia van Maroneia. Er is weinig bekend over Metrocles en de informatie die er over hem bestaat is uitsluitend afkomstig uit Diogenes laërtius' boek genaamd Leven en leer van beroemde filosofen.